# Tacaimbó
Tacaimbó es un municipio brasileño del estado de Pernambuco. Administrativamente, el municipio se compone de los distritos sede y Riacho Cerrado. Tiene una población estimada al 2020 de 12 859 habitantes.

## Historia
La población de Tacaimbó tuvo inicio con la venida del Señor Luiz Alves Maciel, nacido en Água Preta que se instaló en una hacienda. Más tarde con la producción de ganado, donde había varios corrales, pasó el lugarejo a denominarse de Curralinho (pequeño corral).
Poco tiempo después, el Señor Luiz Alves Maciel construyó una casa en el lugar donde hoy es la Avenida Luiz Alves Maciel, también conocida como Rua Velha (Calle Vieja), construyéndose enseguida varias casas comerciales, comenzando entonces a desarrollarse el poblado.
Algunos años después, fue construida la carretera de hierro de la antigua Great-Western (hoy Rede Ferroviaria), cuya inauguración se fue el 25 de diciembre de 1896, con el poblado bajo el nombre de Antônio Olinto, en homenaje al ingeniero minero, que construyó la estación.
La población pasó entonces a concentrarse más al margen izquierdo del Río Ipojuca, donde se localiza la carretera de hierro.
Con el crecimiento de la población, se sintió la necesidad de la construcción de un templo católico, pues la misa era celebrada en una parroquia. Habiendo sido donado el patrimonio a Santo Antônio, por la Señora Ana Freire da Cruz, fue erguida una capilla en 1906, subordinada a la Parroquia de Belo Jardim, también al lado izquierdo del mencionado río, donde es hoy, la sede del municipio.
En el año 1950, el señor João Clemente da Silva, sintiendo la necesidad de un templo mayor para la población, que ya era mucha en ese entonces, y a través de un gesto generoso, reconstruyó y amplió la capilla donde hoy es la Iglesia Matriz, consagrada a Santo Antônio. Así, el primer nombre de este municipio fue Antônio Olinto, pasando después para Tacaimbó. Este cambio se debe al hecho ya existir en el estado de Minas Gerais, otro municipio con este mismo nombre.
El nombre Tacaimbó es de origen indígena, habiendo existido una tribu con este nombre, en la Hacienda Itacaité, este título es utilizado desde el año 1945.